# Дом здравља Дервента
Дом здравља Дервента је јавна установа у државној својини и здравствени центар у Дервенти, који се налази у улици Стевана Немање 65. Основан је 28. априла 1995. године гашењем болничких капацитета предратног Медицинског центра у Дервенти, а оснивач је Скупштина општине Дервента.

## Историја
У Дервенти је 1880. године установљено лекарско место од тадашње земаљске владе, а потом се образује санитарна комисија од три члана који су чинили котарски лекар, полицијски референт и општински одборник, вршили су дужност санитарног надзора на територији Дервенте, Босанског Брода и Оџака. Земаљска влада је 28. марта 1884. године именовала Александра Гринхута који је дошао из Мађарске за котарског лекара у Дервенти. Јануара 1885. године се отвара прва Општинска болница у Дервенти чији је капацитет износио 20—25 хоспитализованих пацијената. Постојећа зграда болнице ускоро постаје недовољна како би задовољила све потребе и 1901. године је донесена одлука да се у општини Дервента сагради нова болница чији су трошкови изградње износили 113.300 круна. Нова болница је отворена 1. новембра 1904. године, грађена је по тадашњим хигијенско–санитарним и грађевинским условима. Имала је десет соба са капацитетом од 31 хоспитализованог пацијента, канализациону и водоводну мрежу. У току епидемије колере 1893, 1913. и 1916. године и шпанске грознице 1918. године у Дервенту је изграђена колера болница која је могла да прими око 200 болесника, а касније је премештена у зграду воћарско виноградарске станице, данашња зграда гимназије. Након Другог светског рата се убрзано развија здравство, до 1992. године је радило више од осамдесет лекара различитих специјалности. Изграђене су нове зграде за хоспитализоване пацијенте, амбуланте по месним заједницама и здравствена заштита су биле слабо развијене. Стара зграде болнице је и данас у добром стању, али не служи сврси за коју је била намењена у градњи 1901. године.
Дом здравља Дервента је основан 28. априла 1995. године гашењем болничких капацитета предратног Медицинског центра у Дервенти, а оснивач је Скупштина општине Дервента. Садржи службе опште медицинске праксе, здравствену заштиту жена, заштиту деце и омладине, пнеумофтизиолошку заштиту, радиолошку и ултразвучну дијагностику и хигијенско–епидемиолошку заштиту, амбуланту за превентиву и општу стоматологију и центре за ментално здравље и физикалну рехабилитацију. Делатност опште медицинске праксе обухвата обављање делатности медицинског саветовања и лечења, укључујући и превентивну медицинску заштиту путем тимова породичне медицине на чији су систем у потпуности прешли 2005. године. Формирано је укупно десет тимова породичне медицине, од којих осам ради у Дому здравља, а два у теренским амбулантама. Агенција за сертификацију, акредитацију и унапређење квалитета заштите је обавила процену три тима породичне медицине у Дом здравља Дервента и од 27. новембра 2013. године су сертификована здравствена установа. Марта 2014. су потписали Протокол о пословно–техничкој сарадњи са болницом „Свети Апостол Лука” из Добоја у вези пружања услуга консултативно–специјалистичке заштите и тако су проширили обим услуга на области интерне медицине и кардиологије, опште хирургије, урологије, оториноларингологије, дерматовенерологије, неурологије и пулмологије. Године 2021. су реализовали пројекат јачања сестринства који је финансирала Влада Швајцарске, у оквиру којег су медицинске сестре из дервентског Дома здравља похађале додатну обуку.

## Делатност
Делатност специјалистичке медицинске праксе Дом здравља Дервента обухвата обављање медицинског лечења и саветовања доктора специјалиста–интернисте, неуропсихијатра, дерматовенеролога, педијатра, физијатра, офталмолога, медицинског психолога и специјалисте медицине рада. Обављају делатност опште стоматолошке праксе, као и превентиве, дечије и опште стоматологије, израду вештачких зуба и протеза. Спроводе дијагностичке процедуре из области стандардне радиографије, мамографије и ултразвука. У Дому здравља ради и лабораторија за биохемијско–хематолошке анализе крви, служба хитне помоћи, физиотерапеута као и служба за снабдевање лековима и медицинским средствима. Поред медицинских служби у Дому здравља Дервента раде и немедицинске службе: правна, кадровска и административна, књиговодство и рачуноводство и техничка служба.